# Maryam Mehraban

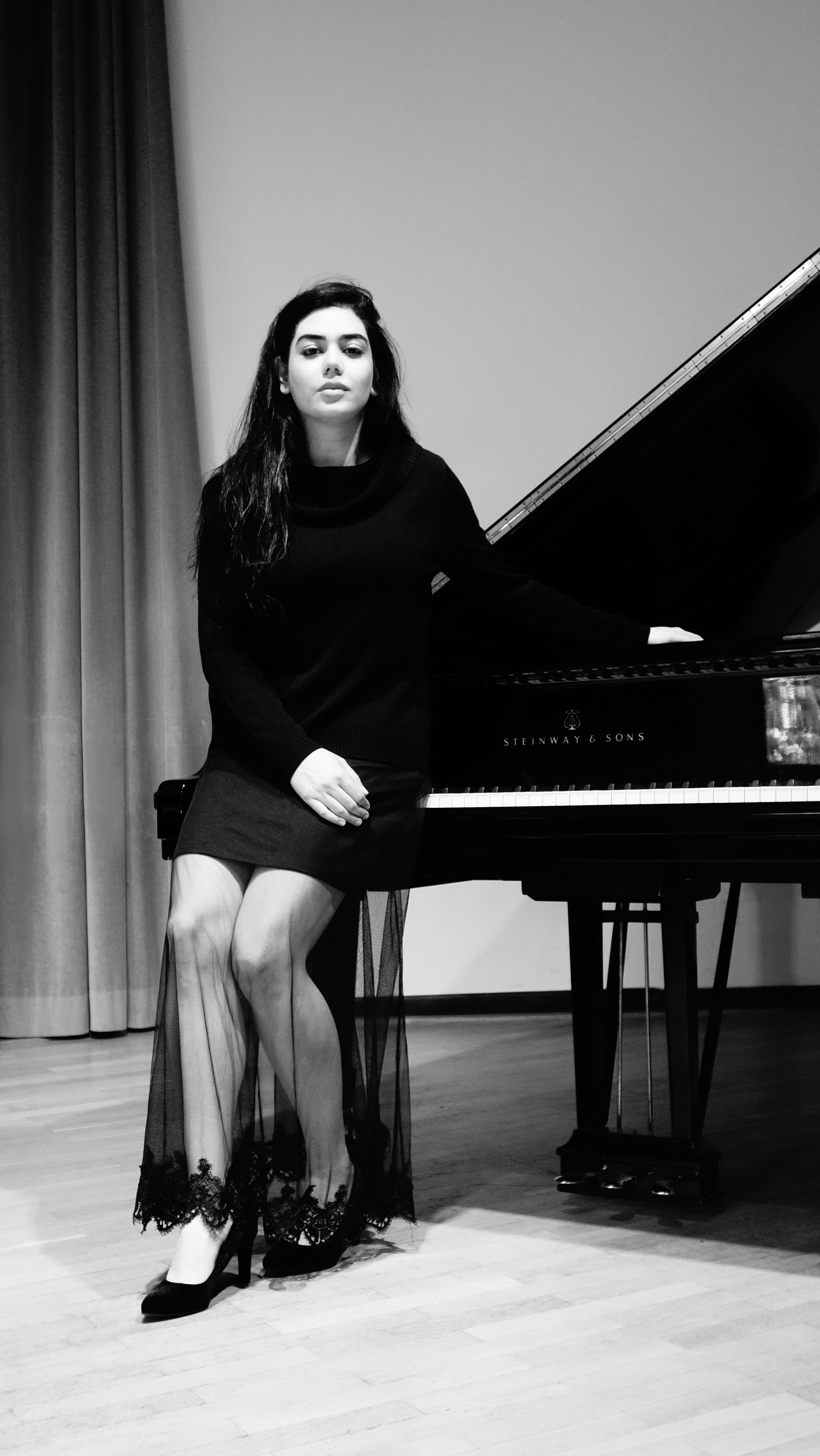
Maryam Mehraban (2018)

Maryam Mehraban (persisch مریم مهربان; * 1. Juli 1989 in Teheran) ist eine iranische Pianistin mit dem Schwerpunkt zeitgenössische Musik.

## Leben und Wirken
Mehraban musizierte seit dem vierten Lebensjahr und sammelte mit 12 Jahren erste Konzerterfahrungen. Sie studierte Klavier am Musik-Gymnasium Teheran. Als Nebenfach erlernte sie bei Mehrbanoo Towfigh das persische Instrument Setar und wurde sowohl in klassischer europäischer Musik als auch in klassischer persischer Musik ausgebildet. Ab 2007 studierte sie an der Universität für Angewandte Wissenschaften, Kultur und Kunst Teheran Klavier bei Dilbar Hakimova und Raphael Minaskanian. Im Alter von 18 Jahren trat sie als Konzertpianistin auf und war als Klavierlehrerin tätig. Sie absolvierte Studien in zeitgenössischer Musik in Kooperation mit zeitgenössischen Komponisten.
Mehraban studierte ab 2015 im Studiengang „Künstlerisch-pädagogische Ausbildung“ an der Hochschule für Musik, Theater und Medien Hannover und hatte Klavierunterricht bei Igor Tchetuev, Teppo Koivisto und Christopher Oakden.
Als Künstlerin interpretierte sie zunächst Werke persischer Komponisten u. a. von Alireza Mashayekhi, Hooshyar Khayam, Karen Keyhani, Mohammad Reza Tafazzoli und Kiawasch SahebNassagh, darunter auch Uraufführungen und CD-Einspielungen. Seit ihrer Migration nach Deutschland widmet sie sich vermehrt der Aufführung von zeitgenössischer Musik aus Europa und Amerika. 2017 brachte sie zusammen mit Raquel Marcos de la Rua, das Werk Intervalle von Gottfried Michael Koenig zur Erstaufführung.
Mehraban lebt in Hamburg und arbeitet an ihrer Doktorarbeit.
Neben ihrer musikalischen Tätigkeit schreibt sie Texte, Drehbücher und organisiert jedes Jahr Workshops mit verschiedenen musikalischen Themen im Iran.

## Diskografie
- Alireza Mashayekhi: Modal 2015 (Mahoor 2019)[7]
- Mehrdad Gholami: Iran Flute Society - 1 (University of Teheran 2016)[8]
- Alireza Mashayekhi, Ashkan Pashazadeh, Iranian Orchestra for New Music: Meta-X. (Mahoor Institute of Culture 2015)[9]
- Karen Keyhani: Only That Spark and Nothing More (Arqanoon Records 2014)[10]